# Церковь Богоявления Господня (Орлово)
Церковь Богоявления Господня — православный храм Воронежской и Борисоглебской епархии. Расположен в селе Орлово Новоусманского района Воронежской области.

## История
Орлово возникло в 1645 году, как укреплённое поселение на Белгородской черте и до конца XVIII века было известно под названием городок Орлов. Первая соборная деревянная церковь появилась здесь в 1646 году и была освящена в честь Богоявления. Храм трижды перестраивался: в 1650, 1701, 1762 годах. В 1778 году церковь сгорела и вместо неё было решено построить молитвенный дом. В 1885 году по проекту воронежского архитектора В. В. Стайновского была построена новая Богоявленская церковь. Храм был построен в классическом стиле и сохранился до наших дней.
В 1930-х церковь не избежала участи многих других храмов, и к 1935 году была закрыта. Священники Пётр Иванович Овчинников и Николай Степанович Чулаевский были расстреляны в феврале 1938 года.
В 1990-х годах церковь была возвращена верующим, отремонтирована. 2 августа 2009 года состоялось торжественное освящение престола храма митрополитом Воронежским и Борисоглебским Сергием.

## Архитектурный стиль
Однокупольный храм с боковыми притворами, узкой трапезной и трехъярусной колокольней. В архитектурном плане храм представляет собой здание в стиле ампира с элементами эклектики.

## Современный статус
В настоящее время церковь Богоявления Господня в Орлово постановлением администрации Воронежской области N 850 от 14.08.95 г. является объектом исторического и культурного наследия областного значения.

## Фотографии

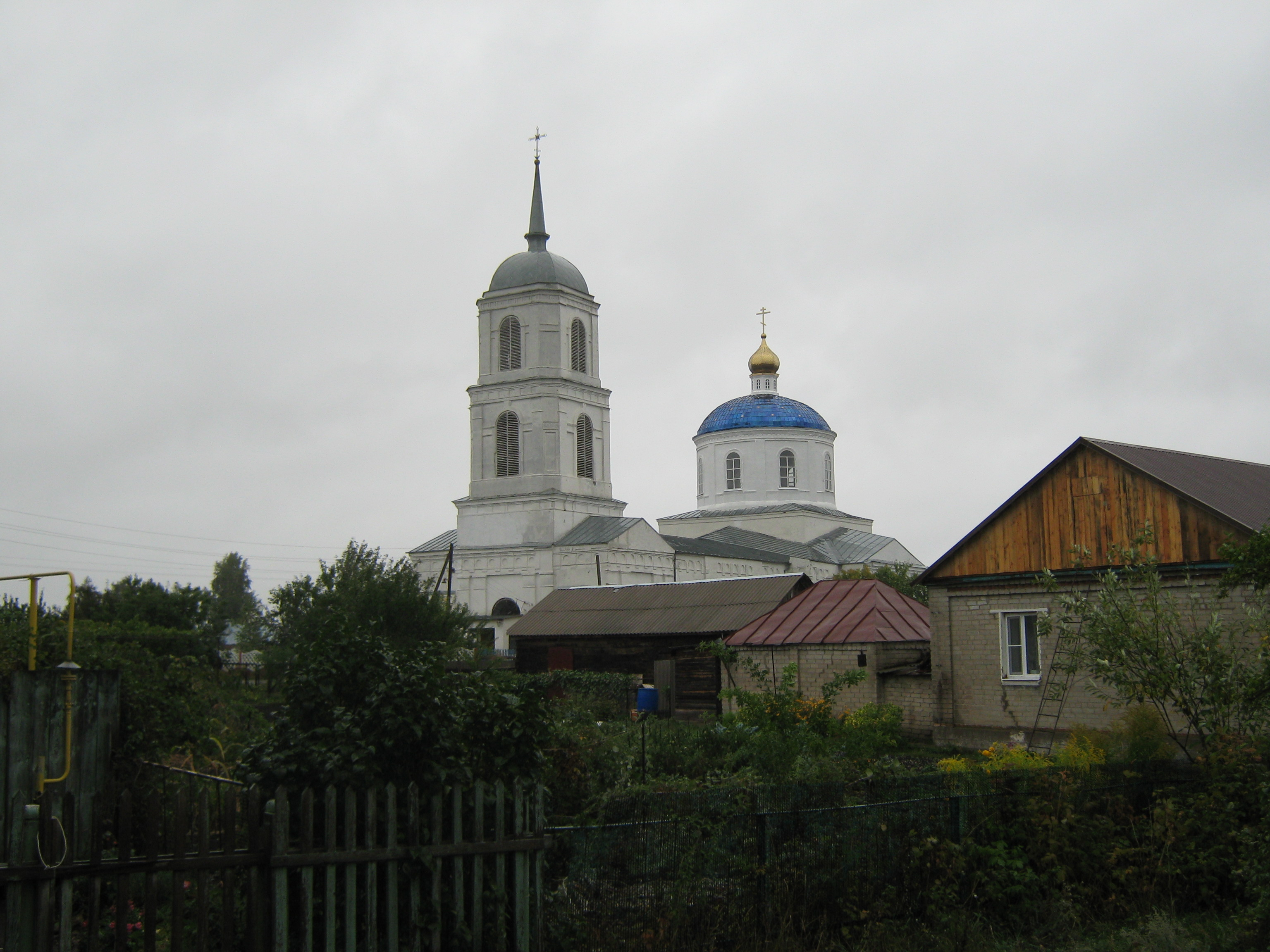
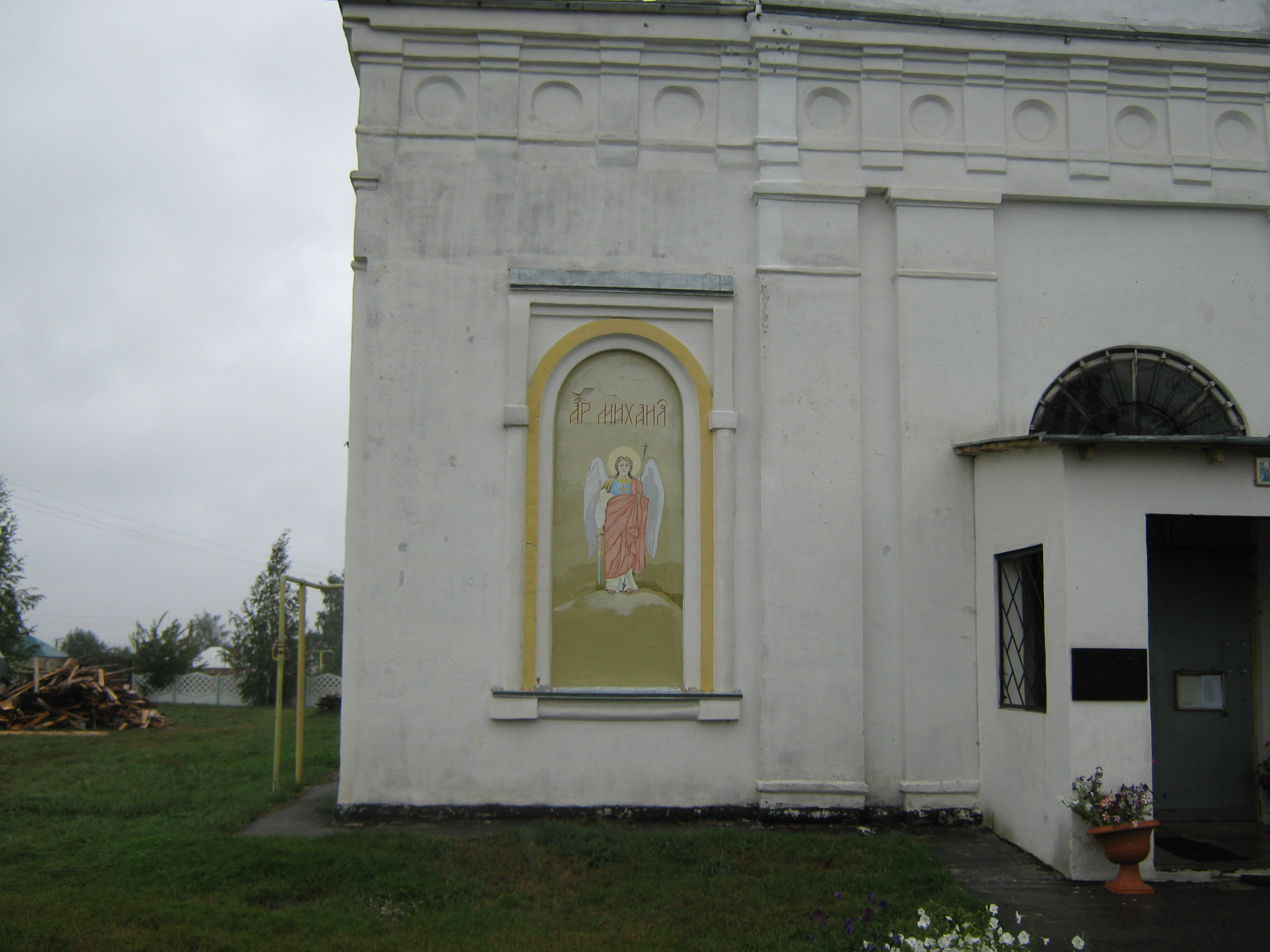
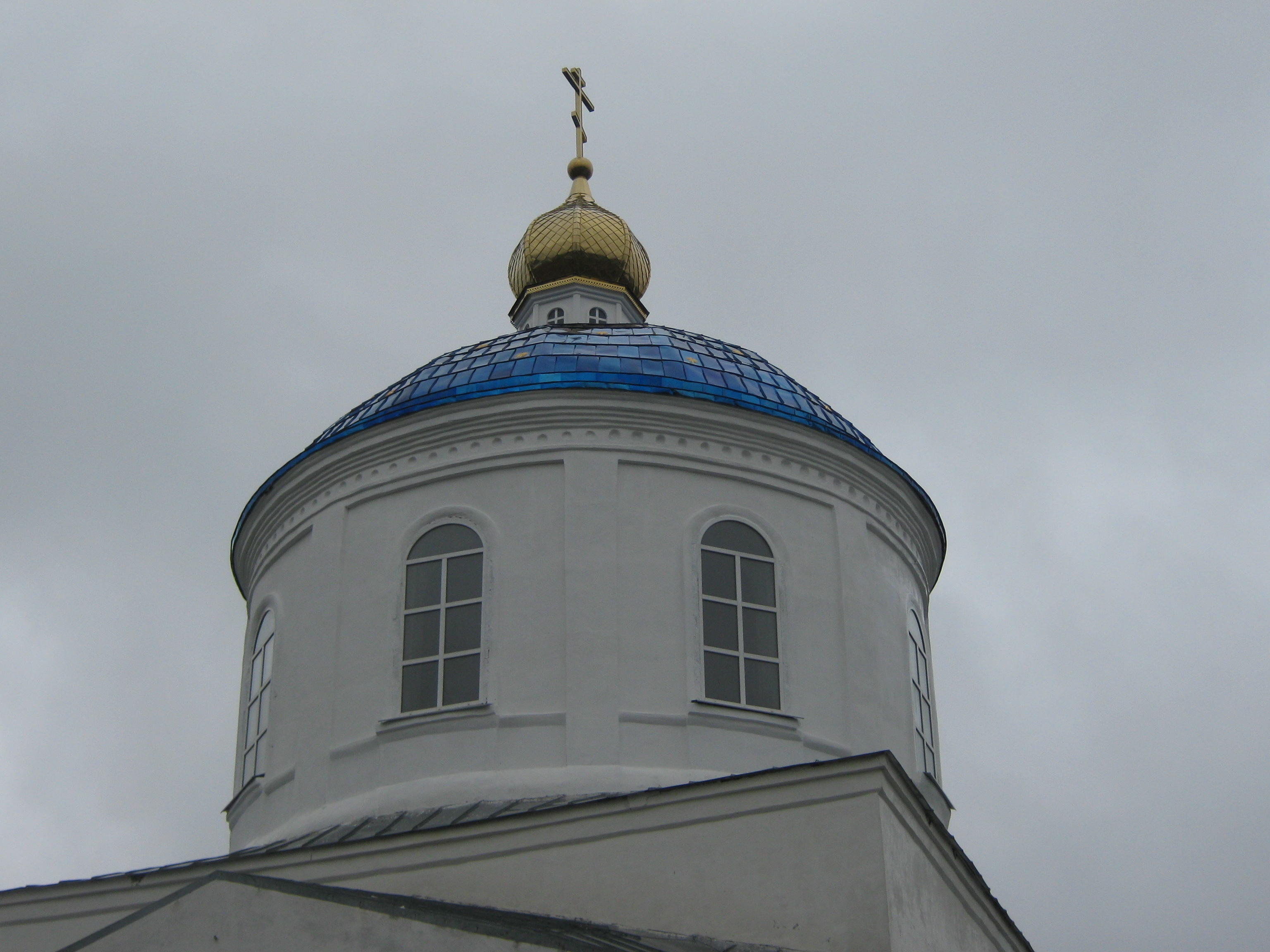